# Ligne Nishitetsu Dazaifu
La ligne Nishitetsu Dazaifu (西鉄太宰府線, Nishitetsu Dazaifu-sen) est une courte ligne ferroviaire située dans la préfecture de Fukuoka au Japon. Elle relie la gare de Nishitetsu Futsukaichi à Chikushino à la gare de Dazaifu à Dazaifu. La ligne est exploitée par la compagnie Nishitetsu.

## Histoire
La ligne ouvre le 1er mai 1902 comme tramway hippomobile. La ligne est électrifiée et convertie à l'écartement standard en 1927.

## Caractéristiques

### Ligne
- Longueur : 2,4 km
- Écartement : 1 435 mm
- Alimentation : 1 500 V cc par caténaire
- Nombre de voies : voie unique

### Services et interconnexion
A Nishitetsu Futsukaichi, certains trains continuent sur la ligne Tenjin Ōmuta.

### Gares
La ligne comporte 3 gares.
| Numéro | Gare                   | Nom japonais | Distance (km) | Correspondances                            | Localisation |
| ------ | ---------------------- | ------------ | ------------- | ------------------------------------------ | ------------ |
| T13    | Nishitetsu Futsukaichi | 西鉄二日市   | 0             | Nishitetsu : Tenjin Ōmuta (interconnexion) | Chikushino   |
| D01    | Nishitetsu Gojō        | 西鉄五条     | 1,4           |                                            | Chikushino   |
| D02    | Dazaifu                | 太宰府       | 2,4           |                                            | Dazaifu      |